# Meuselwitz-Altenburger Braunkohlerevier
Das Meuselwitz-Altenburger Braunkohlerevier, auch Meuselwitz-Rositzer Braunkohlerevier genannt, ist das südlichste Abbaugebiet des Mitteldeutschen Braunkohlereviers. Es liegt im Norden des Altenburger Lands im äußersten Osten von Thüringen.

## Geografie
Das Meuselwitz-Altenburger Braunkohlerevier liegt zum größten Teil im Nordwesten des Landkreises Altenburger Land in Thüringen mit der Stadt Meuselwitz als Zentrum. Im Westen gehört die zur Gemeinde Elsteraue gehörige Ortschaft Spora im Burgenlandkreis (Sachsen-Anhalt) zum Revier. Das Braunkohlerevier liegt im Übergang von der Leipziger Tieflandsbucht zum Altenburg-Zeitzer Lösshügelland. Der bedeutendste Fluss im Gebiet ist die Schnauder. Größere Waldgebiete sind der Luckaer Forst und der Kammerforst, welche zum Teil Tagebauen weichen mussten. In Tagebaurestlöchern entstanden u. a. der Haselbacher See, das Restloch Zechau, der Penkwitzer See (Restloch Spora), der Hainbergsee Meuselwitz, der Prößdorfer See und der Rusendorfer See.

## Geologie und Förderzahlen

### Geologie
Das Meuselwitz-Altenburger Braunkohlerevier gehört geologisch zum Weißelsterbecken. Es liegt in dessen südlichstem Bereich. Abgebaut wurden die folgenden vier Braunkohlenflöze:
- Böhlener Oberflöz (IV)
- Thüringer Hauptflöz (Flöz III) im Süden von Altenburg und im Kernbereich Meuselwitz/Rositz, 7 bis 15 m mächtig
- Bornaer Hauptflöz (Flöz II)
- Sächsisch-Thüringisches Unterflöz (Flöz I) im Norden bei Haselbach an der Grenze zu Sachsen.

Besonderheit des Flözes ist, dass es flach in nördlicher Richtung eintritt. Teilweise treten im Bereich von Kessellagen Flözanschwellungen von 20 m bis 30 m auf (Tagebaue Haselbach und Schleenhain). Während das Hauptflöz bis zu 22 m mächtig war, wurde es von einer Deckschicht einer Stärke zwischen 40 und 55 m überlagert.

### Förderzahlen
| Jahr          | Rohkohleförderung pro Jahr               |
| ------------- | ---------------------------------------- |
| 1864          | 80.959 Tonnen                            |
| 1876          | 750.000 Tonnen                           |
| 1895          | 4,5 Millionen Tonnen                     |
| 1898          | 5,0 Millionen Tonnen                     |
| 1914 bis 1918 | 6,5 Millionen Tonnen                     |
| 1919          | 6,6 Millionen Tonnen                     |
| 1928          | 10,3 Millionen Tonnen                    |
| 1950          | 37 Millionen Tonnen (mit Bornaer Revier) |
| 1957          | 57 Millionen Tonnen (mit Bornaer Revier) |

Zwischen 1800 und 1977 wurden etwa 480 Mio. t Kohle abgebaut, davon entfallen auf den Braunkohlentiefbau ca. 130 Mio. t und auf den Tagebau ca. 350 Mio. t. Bei einem Kohle-Abraumverhältnis zwischen 1:3 und 1:5 kann für den Tagebaubetrieb nochmals von über 1,2 Mrd. t bewegtem Deckgebirge ausgegangen werden. Der mittlere Heizwert der Braunkohle liegt bei 22,2 bis 25,1 MJ/kg (= 5300–6000 kcal/kg).

## Geschichte

### 17. und 18. Jahrhundert
Im 17. Jahrhundert gibt es die ersten urkundlichen Nachweise des Braunkohlebergbaus im Altenburger Land. Der Altenburger Stadtphysikus Dr. Matthias Zacharias Pilling fand um 1671/72 nordwestlich von Rositz „brennende Erde“, die er anschließend in einer Abhandlung beschrieb. Auf dem heutigen Stadtgebiet von Meuselwitz wurden für den Braunkohleabbau im Jahr 1671 die ersten Schächte geteuft. Dort sollte neben der stark mit Schwefel durchsetzten Kohle aus dem Oberflöz auch Schwefelvitriol und Alaun gewonnen werden. Bereits 1677 ging das erste Bergwerk in Meuselwitz mangels Akzeptanz der gewonnenen Kohle für die Verbrennung und mangels bergmännischer Erfahrung wieder ein. Auch die Bevölkerung und die Besitzer des Ritterguts in Meuselwitz standen dem Bergbau ablehnend gegenüber.
1739 setzte die erste Herstellung von Handstreichsteinen zur Brennstoffversorgung von Haushalten durch ein Braunkohlenbergwerk in der Stadt Altenburg ein. Auf die fördernde Gesetzgebung im Herzogtum Sachsen-Gotha-Altenburg stüztend, begann Dr. Polster aus Waldenburg im Jahr 1776 nach Steinkohle zu suchen. Der Abbau scheiterte letztendlich am eindringenden Wasser und am fehlenden Bedarf in der damals landwirtschaftlich geprägten Region. Ebenso wurden die seit 1804 und 1806 in Meuselwitz und Rositz aufgrund der Verteuerung von Brennholz eröffneten Gruben bald wieder aufgegeben. Die erste Abbauperiode zwischen 1670 und 1806 erfolgte noch nicht als Abbau im Sinne eines Bergbaus, sondern in gelegentlichen und unergiebigen Grabungen am Rand des ausstreichenden Braunkohlenflözes.

### 19. Jahrhundert
Aufgrund der massiven Ausbeutung und Abholzung der Wälder sowie dem Bevölkerungszuwachs stiegen im beginnenden 19. Jahrhundert die Brennholzpreise zunehmend an, wodurch die Zahl der Braunkohlengruben bei Meuselwitz und Rositz wuchs. Ein erster wirklicher Abbau von Kohle setzte zunächst um 1838 durch Bauern ein, die auf ihren Grundstücken Braunkohle als Nebenerwerb von Hand in 37 Tagebauen und 19 Tiefbauen gruben. Diese waren durch das nach dem Abteufen eintretende Grundwasser und mangelnde bergmännische Kenntnisse teilweise nur mäßig wirtschaftlich. Durch den planlosen Abbau wurde nur etwa 30 % der Vorkommen genutzt. Konnte die Kohle nicht als Stückkohle verkauft werden, wurde sie im Nasspresssteinverfahren zu Ziegeln geformt. Ab Mitte des 19. Jahrhunderts wurde im Meuselwitz-Altenburger Revier Braunkohle im Tiefbauverfahren abgebaut. 42 Altschächte konnten nachgewiesen werden. Im Jahr 1865 gab der Berginspektor Wohlfarth gesetzliche Bestimmungen heraus, um die Sicherheit und einen geordneten Abbau der Kohle in den inzwischen 82 Gruben im Meuselwitz-Rositzer Revier zu gewährleisten. Von ihnen lagen 77 Gruben auf dem Gebiet des Herzogtums Sachsen-Altenburg und fünf auf dem benachbarten preußischen Territorium.
Die Entwicklung des Braunkohlebergbaus im Altenburger Land begann sich erst nach der Übernahme der Kohlegruben durch finanzkräftige Aktienkapitalgesellschaften in der Zeit von 1865 bis 1871 besser zu entwickeln. Wurde die Abbaugesellschaft „Fortschritt“ bereits 1858 gegründet, entstanden zwischen 1871 und 1881 im Meuselwitz-Rositzer Revier 13 Aktiengesellschaften, die den Aufbau von Großschachtanlagen und Brikettfabriken förderten. Dies hatte eine massive Zuwanderung von Arbeitskräften zur Folge und konnte die Braunkohlenförderung von 80.959 t im Jahr 1864 bei 217 Beschäftigten auf eine Jahresleistung von rund 750.000 t im Jahr 1876 steigern.
1873 eröffnete die Brikettfabrik „Germania“ in Rositz, wodurch die Nasspresssteinproduktion durch die Einführung von Brikettpressen abgelöst wurde. Weitere Brikettfabriken folgten, in denen täglich zwischen 40.000 und 60 000 Briketts gepresst werden konnten. Die am längsten betriebene Braunkohlentiefbaugrube Nr. 113 nahm im Jahr 1875 ihren Betrieb auf. Sie wurde erst im Jahr 1957 eingestellt.
Nach dem Ende des Deutsch-Französischen Krieges 1871 und der damit einhergehenden Reparationsleistungen an das Deutsche Reich erfuhr der Braunkohlebergbau im Altenburger Land besonders durch die 1872 eröffnete Bahnstrecke Altenburg–Meuselwitz–Zeitz einen Aufschwung, da mit der Bahn neue Absatzmärkte erschlossen werden konnten. Weitere Bahnlinien, die teilweise speziell dem Kohletransport und der Belieferung von städtischen Großabnehmern dienten, waren die 1874 eröffnete Bahnstrecke Gaschwitz–Meuselwitz, die 1887 eröffnete Bahnstrecke Meuselwitz–Ronneburg und die 1901 eröffnete Bahnstrecke Altenburg–Langenleuba-Oberhain sowie die Bahnstrecke Gera-Pforten–Wuitz-Mumsdorf.
Durch den wirtschaftlichen Aufschwung entstanden in Meuselwitz in dieser Zeit folgende Unternehmen:
- 1871: Otto-Schacht, Friedensgrube, Grube Ernst und die Prehlitzer Braunkohlen-AG, Mariengrube
- 1872: Grube Union bei Kriebitzsch, Schenkenschacht, Bruderzeche, Grube Agnes und Ida-Schacht
- 1873: Kiefernschacht, Wilhelm- und Alfredschacht, Rositzer Braunkohlenwerke

Die zahlreichen Neugründungen brachten eine Steigerung der Förderzahlen im gesamten Revier von 750.000 t im Jahr 1876. Nach dieser Zeit des Aufschwungs erreichte die im Deutschen Reich seit 1873 einsetzende Wirtschaftskrise auch den Braunkohlebergbau im Altenburger Land, der mit dem Konkurs verschiedener Unternehmen und einer Entlassung von Arbeitern einherging. Dadurch setzte eine Konzentration und Zentralisation der Kohleförderung und -verarbeitung ein. Da andere Industriebetriebe verstärkt zur Brikettfeuerung übergingen, erlebte der Braunkohlebergbau ab 1890 eine neue Periode des Aufschwungs, die sich in der Gründung mehrerer Großbetriebe und Aktiengesellschaften niederschlug. Auf preußischem Gebiet waren dies zum Beispiel die Fürst-Bismarck-GmbH und die Braunkohlenwerke Leonhard-AG sowie im Herzogtum Sachsen-Altenburg die Gewerkschaft Heureka, die Phönix AG für Braunkohlenverwertung, die Grube Kraft I und das Bergwerk Herzog-Ernst. Auf der anderen Seite ging der Großteil der Kleinunternehmungen und der landwirtschaftlichen Nebenbetriebe zugrunde oder schloss sich an Großunternehmen an. Im Jahre 1895 wurden im Meuselwitz-Rositzer Revier bereits 4,5 Millionen t Kohle gefördert und drei Jahre später konnte die Jahresförderleistung von 5 Mio. t jährlich überschritten werden.

### Erste Hälfte des 20. Jahrhunderts
Ab 1900 machte der technische Fortschritt und die Bildung weiterer kapitalkräftiger Unternehmen den Abbau von Braunkohle im industriellen Maßstab möglich. Durch den Übergang zur Zugförderung wurde der Abbau im Großtagebau möglich, neben dem weiterhin betriebenen mehrsöhligen untertägigen Abbau. Zwischen 1903 und 1913 wurden in der Region insgesamt sieben Tagebaue eröffnet. In Haselbach war der Abbau von Braunkohle auf den Feldern im 19. Jahrhundert zunächst gescheitert. Im Jahr 1909 konnte durch die „Herzogin Adelheid“ Kohlenverwertungsgesellschaft die kleine Tiefbaugrube 141 erschlossen und die Brikettfabrik Adelheid errichtet werden. Nachdem der Tiefbau wegen Wassereinbrüchen im Jahr 1911 wieder aufgegeben werden musste, wurden die kleinen Tagebaue Adelheid I und II aufgeschlossen.
Die Bergwerksbetreiber der Reviere von Borna-Leipzig, Zeitz-Weißenfels und Meuselwitz-Rositz einigten sich im Jahr 1909 auf die Gründung des Mitteldeutschen Braunkohlen-Syndikats. Dadurch wurden die bis dahin bestehenden drei monopolistischen Vereinigungen unterschiedlichen Charakters beseitigt. Andererseits griff das Syndikat weitgehend in die Selbstständigkeit der ihm angeschlossenen Werke ein. So wurden z. B. die Produktionsmengen vorgeschrieben, die Annahme von Aufträgen verboten und deren Überweisung an das Syndikat gefordert, das allein den Verkauf der Kohle übernahm. Das Syndikat garantierte als Gegenleistung hohe Verkaufspreise.
Die Steigerung der Braunkohlengewinnung nahm zu Beginn des 20. Jahrhunderts weiter stetig zu. Dies hatte u. a. seine Gründe in der Verwendung in der chemischen Industrie sowie im erhöhten Energiebedarf der Rüstungs- und Kriegsproduktion nach Ausbruch des Ersten Weltkriegs. Während des Kriegs betrug die Kohleförderung 6,5 Millionen t pro Jahr. Mit der Deutschen Erdöl-AG ließ sich im Jahr 1917 der erste karbochemische Betrieb der Großindustrie im Gebiet am Standort Rositz nieder.
Auch nach dem Weltkrieg stieg die Bedeutung des Rohstoffs Braunkohle unvermindert an. Durch die Abtrennung von Elsaß-Lothringen und Teilen Oberschlesiens sowie der Besetzung des Saarlandes und den durch den Versailler Vertrag dem Deutschen Reich auferlegten Forderungen fehlten der Industrie wichtige Rohstofflieferanten. Dadurch wurde die Förderung im Meuselwitz-Rositzer Revier beträchtlich erweitert und stieg von 1919 bis 1928 von 6,6 Millionen t auf 10,3 Millionen t. Jedoch sank die Anzahl der Tagebau- und Tiefbaubetriebe im gleichen Zeitraum weiter. Im Jahr 1921 gab es im Revier noch 20 Braunkohlebetriebe mit 8631 Beschäftigten. Ab 1920 erfolgte der  Aufbau von Brikettfabriken der 2. Generation in Kombination mit Industriekraftwerken. Zur Zeit der Weimarer Republik schritt der Prozess der Monopolisierung voran. Rund 85 % der Förderung des Reviers wurde im Jahr 1928 durch die Brüder Ignaz und Julius Petschek, die die Aktienmajorität in den meisten Meuselwitzer Großunternehmen hatten, und die Deutsche Erdöl-AG kontrolliert. Durch die Weltwirtschaftskrise 1929 verloren hunderte Bergleute ihren Arbeitsplatz, die Gruben Herzog Ernst, Mariengrube, Gertrud, Vereinsglück I und Heureka wurden im kurzen zeitlichen Abstand zueinander geschlossen. Der Tagebau Adelheid II in Haselbach lief seit 1927 aus. Er wurde mit Abraum aus dem Tagebau Regis verkippt, der nun die Brikettfabrik Adelheid mit der nötigen Rohkohle versorgte.
Aufgrund des erhöhten Energiebedarfs der Rüstungs- und Kriegsproduktion kamen die Grubenbetriebe, Kraftwerke und Brikettfabriken ab Mitte der 30er Jahre aus der Talsohle heraus und liefen auf Hochtouren. Ein weiterer Wachstumsfaktor war der wachsende Bedarf an Rohbraunkohle in der chemischen Industrie. In den 1930er und 1940er Jahren erlebte der Braunkohlebergbau im Meuselwitz-Rositzer Revier eine zweite Welle des Aufschlusses, in der weitere sieben Tagebaue ihre Arbeit aufnahmen. Nach Inbetriebnahme der Bahnstrecke Regis-Breitingen–Meuselwitz im Juni 1942 konnte die gewonnene Braunkohle per Zug von den untereinander im Schienennetz verbundenen Tagebauen Waltersdorf und später Gröba zu den Brikettfabriken nach Regis-Breitingen und Haselbach befördert werden.
Während des Zweiten Weltkrieges wurden in und um Rositz acht Lager für Zwangsarbeiter eingerichtet (Rositz I–VI, Untermolbitz und Schelditz), in denen mehr als tausend Zwangsarbeiterinnen und Zwangsarbeiter arbeiten mussten, u. a. für die Deutsche Erdöl AG (DEA) und für die Rositzer Kohlenwerke. In Meuselwitz existierten die Lager Meuselwitz I–III und V, in denen eine Vielzahl von Kriegsgefangenen und Zwangsarbeiterinnen und Zwangsarbeitern untergebracht waren, die u. a. in der Grube „Phönix“ von Mumsdorf Zwangsarbeit leisten mussten.
In den Jahren 1944 und 1945 war das nordwestliche Altenburger Land um Meuselwitz und Rositz Ziel zahlreicher Luftangriffe der Alliierten. So wurde am 16. August 1944 die Deutsche Erdoel-Actiengesellschaft (DEA) stark getroffen, dass ungefähr 70 Prozent des Werkes zerstört waren. Ein weiterer Bombenangriff auf das Werk erfolgte am 14. Februar 1945. Meuselwitz wurde u. a. am 30. November 1944 (US Air Force) und am 19./20. Februar 1945 (British Bomber Command) bombardiert. Durch den Großangriff am 20. Februar 1945 wurde auch das Hauptmagazin der Brikettfabrik Zipsendorf III (Grube Fürst Bismarck) und das Zechenhaus total zerstört und das Kesselhaus stark beschädigt.

### Zweite Hälfte des 20. Jahrhunderts
Aufgrund der kriegsbedingten Zerstörung stand nach dem Zweiten Weltkrieg zunächst in fast allen Braunkohlenwerken die Produktion still. Nachdem im Juli 1945 die sowjetische Besatzungsmacht im Altenburger Land eingezogen war, folgten Demontagen und wie überall in der SBZ die entschädigungslose Enteignungen von Industrieunternehmen. Unter anderem wurden alle Bergwerke beschlagnahmt und in Sowjetische Aktiengesellschaften (SAG) umgewandelt, später den ostdeutschen Landes- und Provinzialleitungen übergeben und in Volkseigentum überführt.
1947 fiel aufgrund des extrem lang andauernden Frosts im Winter 1947, des schlechten Zustands der Förderanlagen, des Fehlens der demontierten Anlagen und der mangelnden Versorgung der Bergleute im Revier die Braunkohleförderung fast um 1/4 und die Brikettherstellung fast 1/3 hinter den Produktionsstand des Vorjahres zurück. Einige Gruben, u. a. die Gruben Schäde und Fortschritt in Meuselwitz sowie die Grube Marie II in Wintersdorf (1945), die Grube Phönix-Hemmendorf (1952) und Zipsendorf-West (1952) schlossen in dieser Zeit wegen Auskohlung.
Ab 1948/49 setzte eine beträchtliche Erweiterung des Braunkohlebergbaus im Meuselwitz-Altenburger Revier durch Neuaufschluss umfangreicher Großtagebaue ein. Dies waren unter anderem die Tagebaue Phönix-Ost (bereits 1940), Ruppersdorf (bereits 1944), Blumroda (1948), Zipsendorf-Süd (1948) und Schleenhain (1949). Der Tagebau Haselbach wurde 1955 als Ersatz für den durch das Pleißehochwasser 1954 überfluteten Tagebau Blumroda eröffnet. Bedingt durch den fortschreitenden Abbau verschwanden zwischen 1928 und 1960 der Luckaer Forst, der Kammerforst und acht Orte ganz bzw. teilweise. Der erste Ort war Rusendorf nördlich von Meuselwitz zwischen 1928 und 1933 durch den Tagebau Phönix-Falkenhain. Es folgte um 1940 Oberhaide westlich von Mumsdorf auf preußischem Gebiet (durch Tagebau Zipsendorf-West). Der Tagebau Zechau südöstlich von Meuselwitz zerstörte um 1945 Petsa und zwischen 1950 und 1952 den Ort Leesen. Das ursprünglich sächsische und seit 1952 zum Kreis Borna gehörige Ruppersdorf nordöstlich von Meuselwitz wurde zwischen 1954 und 1957 durch den gleichnamigen Tagebau Ruppersdorf überbaggert. In diesem Zuge wurde die Flur des Orts mit dem erhalten gebliebenen Ortsteil Bosengröba nach Wintersdorf im Kreis Altenburg eingegliedert. Die westlich von Zipsendorf im Kreis Zeitz liegenden Orte Wuitz und Sabissa verschwanden zwischen 1954 und 1956 durch den Tagebau Zipsendorf-Süd. Als letzter Ort verlor Schnauderhainichen nordöstlich von Meuselwitz im Jahr 1959/60 durch den Tagebau Phönix-Ost einen Teil seiner Ortsfläche.
Die Bergbaubetriebe des Meuselwitz-Altenburger Reviers vereinigten sich um 1948 zum VVB Borna und Meuselwitz mit Sitz in Altenburg. Dabei umfasste im Jahr 1948 die Meuselwitzer Vereinigung zwölf Braunkohlenwerke und 11.820 Beschäftigte, die Bornaer neun Werke mit 7345 Beschäftigten. Mit 37 Millionen t Rohbraunkohle im Jahr 1950 und 57 Millionen t im Jahr 1957 förderte das vereinigte Borna-Meuselwitzer Revier mehr als ein Viertel des Gesamtbraunkohleaufkommens der DDR. Seit den 1960er Jahren war die Braunkohleförderung aufgrund der nachlassenden Kohlevorkommen rückläufig. Nach der Einstellung der Tagebaue Ruppersdorf (1957), Zechau (1959), Phönix-Ost (1963), Zipsendorf-Süd (1964) existierten im Gebiet nur noch der 1962 aufgeschlossene Tagebau Phönix-Nord (bis 1968) und Haselbach (bis 1977). Die zu dieser Zeit noch bestehenden Betriebe wurden dem VEB Braunkohlekombinat Bitterfeld unterstellt. Die letzte Tiefbaugrube, der Eugen-Schacht in Großröda, wurde 1960 stillgelegt.
Mit der Stilllegung des Tagebaus Phönix-Nord im Jahr 1968 und des Tagebaus Haselbach im Jahr 1977, der dem Leipzig-Bornaer Revier zuzurechnen ist, endete genau nach 300 Jahren der Braunkohleabbau im Altenburger Land. In dieser Zeit wurden insgesamt 126 Mio. t Rohbraunkohle gefördert. Allerdings waren noch Vorräte an abbauwürdiger Braunkohle vorhanden, die von der Regierung der DDR als Staatsreserve deklariert wurden. In den 1980er Jahren gab es Planungen, den aktiven Abbau im Raum Altenburg-Meuselwitz wieder aufzunehmen. Es sollten zwei Tagebaue aufgeschlossen werden, für die bereits Vorstudien vorlagen. Zwischen Oelsen und Nißma westlich von Meuselwitz war der „Tagebau Spora“ und zwischen Meuselwitz im Nordwesten und Rositz im Südosten der „Tagebau Meuselwitz“ geplant. Dadurch wären ein Großteil der Gemeindegebiete von Meuselwitz, Kriebitzsch und Rositz samt zahlreicher Ortsteile von der Landkarte verschwunden.
Während der Braunkohleabbau im Altenburger Land in den 1970er Jahren eingestellt worden war, blieben die Brikettfabriken und Kraftwerke an mehreren Standorten bis 1990/91 in Betrieb. Im Jahr 1989 gab es an den ehemaligen Braunkohleabbaustandorten im Meuselwitz-Altenburger Revier noch fünf Brikettfabriken, die über ein umfangreiches Netz an Grubenbahnen mit Rohbraunkohle aus dem angrenzenden Bergbaurevier Südraum Leipzig versorgt wurden.

### Situation ab 1990
Die mit der politischen Wende in der DDR und der Deutschen Wiedervereinigung 1989/90 einhergehende wirtschaftspolitische Veränderung und die dadurch steigende Nachfrage an Brennstoffalternativen führte zu einem drastischen Rückgang des Braunkohlebedarfs, wodurch es im nun wieder thüringischen Altenburger Land zur raschen Schließung der größtenteils verschlissenen Fabriken kam. Die durch die Lagerstätte bedingte stark schwefelreiche mitteldeutsche Braunkohle fand nach 1990 auf dem Brikettsektor schwer Abnehmer. Auch durch die Entwicklung des Additivbriketts im Jahr 1994, einer Beimischung von Anthrazit (Steinkohle) und Kalk zur Verbesserung der Brenneigenschaften und der Schadstoffbindung in der Asche konnte die Zeit der Brikettherstellung nur noch kurz aufrechterhalten werden.
Die nach 1990 bestehenden Brikettfabriken wurden von der MIBRAG (Mitteldeutschen Braunkohlen Aktien Gesellschaft), die aus dem VEB Braunkohlenkombinat Bitterfeld entstand, nach und nach geschlossen. Als letzte wurde die Brikettfabrik „Phönix“ im Juni 2000 geschlossen. Sie wurde mit Rohkohle aus dem Tagebau Profen beliefert und produzierte bis zuletzt die Additivbriketts. Der von der MIBRAG betriebene Veredlungsstandort Mumsdorf wurde 2013 geschlossen. Die Sanierung der Bergbaufolgelandschaft, die u. a. den Abbruch der zahlreichen Werksanlagen und den Rückbau der stillgelegten Grubenbahnen beinhaltete, übernahm die Lausitzer und Mitteldeutsche Bergbau-Verwaltungsgesellschaft mbH (LMBV). Die Bahnstrecke Regis-Breitingen–Meuselwitz wird seit 1996 vom „Verein Kohlebahn e. V.“ als Museumsbahn betrieben. In Tagebaurestlöchern entstanden u. a. der Haselbacher See, das Restloch Zechau, der Penkwitzer See (Restloch Spora), der Hainbergsee Meuselwitz, der Prößdorfer See und der Rusendorfer See. Die Tagebaue Phönix-Ost und Phönix-Nord hingegen wurden mit Abraum aus dem Tagebau Groitzscher Dreieck aufgeschüttet. Das Gelände des ehemaligen Tagebaus Phönix-Nord ist heute ein Naturschutzgebiet („Halde Phönix-Nord“) mit einer Vielfalt an Lebensräumen. Die direkt angrenzenden Tagesanlagen des Bergbaus wurden bis 2007 als Glaswerk genutzt.

## Tagebaue und Tiefbaugruben und Veredlungsanlagen des Meuselwitz-Altenburger Braunkohlereviers

### Tiefbaugruben
SieheListe der Tiefbaugruben im Meuselwitz-Altenburger Braunkohlerevier

### Tagebaue
SieheListe der Braunkohletagebaue im Meuselwitz-Altenburger Braunkohlerevier

### Veredlungsanlagen
SieheListe der Braunkohleveredlungsanlagen im Meuselwitz-Altenburger Braunkohlerevier

## Orte
Thüringen
- Altenburg
- Haselbach
- Kriebitzsch
- Lödla
- Lucka
- Meuselwitz
- Monstab
- Rositz
- Starkenberg, Ortsteil Großröda

Sachsen-Anhalt
- Elsteraue, Ortschaften Rehmsdorf (anteilig) und Spora

Sachsen
- Groitzsch, Ortsteil Hemmendorf

## Devastierte Ortschaften
| Orte                             | Jahr der Umsiedlung / Devastierung | Einwohner | Tagebau           |
| -------------------------------- | ---------------------------------- | --------- | ----------------- |
| Rusendorf                        | 1928–1933                          | 150       | Phönix-Falkenhain |
| Oberhaide                        | um 1940                            | 30        | Zipsendorf-West   |
| Petsa                            | 1945                               | 350       | Zechau            |
| Leesen                           | 1950–1952                          | 1310      | Zechau            |
| Ruppersdorf                      | 1948, 1954–1957                    | 210       | Ruppersdorf       |
| Wuitz                            | 1954–1956                          | 644       | Zipsendorf-Süd    |
| Sabissa                          | 1955–1956                          | 338       | Zipsendorf-Süd    |
| Schnauderhainichen (Teilabbruch) | 1959–1960                          | 110       | Phönix-Ost        |

Insgesamt wurden somit 3142 Personen durch Braunkohletagebaue im Meuselwitz-Altenburger Revier umgesiedelt.

### Für Devastierung vorgesehene Orte
Folgende Orte lagen im Abbaugebiet der in den 1980er Jahren geplanten Tagebaue Meuselwitz und Spora. Aufgrund des nicht ausgeführten Aufschlusses der beiden Tagebaue wurden sie vom Abbruch verschont.
Tagebau Meuselwitz
- Altpoderschau
- Fichtenhainichen
- Gorma (teilweise)
- Heukendorf
- Kriebitzsch
- Kröbern
- Meuselwitz (teilweise)
- Neubraunshain
- Neupoderschau
- Rositz (teilweise)
- Schnauderhainichen
- Waltersdorf (teilweise)
- Wintersdorf (teilweise)
- Zechau

Tagebau Spora
- Spora (teilweise)